# Totem

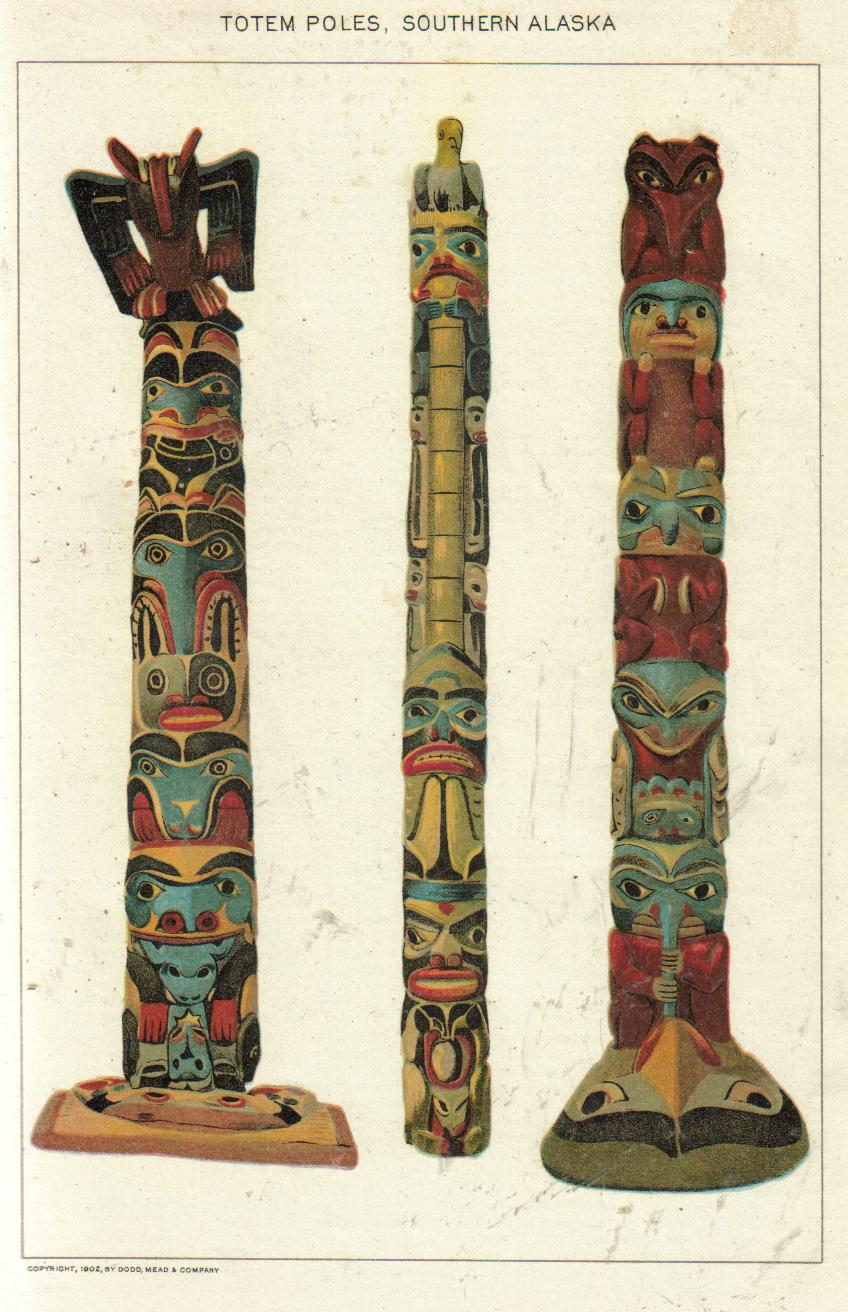
Tre pali di totem.

Un totem - in antropologia - è un'entità naturale o soprannaturale che ha un significato simbolico e al quale ci si sente legati per tutta la vita. Il termine deriva dalla parola ototeman, usata dal popolo dei nativi americani Ojibway.
In alcune tribù native nordamericane, si intagliano e decorano tronchi d'albero in modo da raffigurare una serie di totem sovrapposti, così da formare dei pali di totem. Per brevità, tali pali di totem vengono chiamati essi stessi "totem".
Nei clan in cui il capostipite è divino o semidivino, tale entità è considerata il totem del clan (come avatar).
Per le persone, l'associazione con il proprio totem avviene in una cerimonia di iniziazione, che talvolta avviene poco dopo la nascita, e talvolta all'inizio dell'età adulta.
Un culto basato su un totem è detto totemismo.
Il totemismo è comunemente considerato una pratica religiosa tribale, ma elementi di totemismo compaiono anche nella cultura occidentale, per esempio nello scautismo, nel movimento New Age, nell'uso di mascotte, nella venerazione degli angeli custodi, dei santi patroni di comunità, e dei santi protettori di categorie sociali.
In alcune correnti pagane, si usa "evocare" all'occorrenza dentro di sé il totem di un animale (per esempio, in una situazione pericolosa si evoca l'animale-totem del lupo) al fine di incorporare le caratteristiche più istintuali e utili alla situazione che sono proprie di quell'animale.
In alcuni culti sciamanici, il totemismo si avvicina al concetto di "possessione volontaria" poiché i praticanti di queste discipline antiche e primitive entrano in un contatto così profondo con lo "spirito" dell'animale totem da esserne "soggiogate", prendendone persino alcuni atteggiamenti ed abitudini oltre che, come si suppone, le loro abilità.
L'antropologo Radcliffe Brown, nelle sue ricerche sui nativi americani scoprì che i totem rappresentavano le relazioni tra tribù.
Il significato del totem ed il suo legame con il clan venne ampiamente studiato da Sigmund Freud nel saggio Totem e tabù del 1913, in cui lo scrittore si sofferma particolarmente sul tabù dell'incesto e le sue proibizioni nelle società totemiche e tribali.

## DoodemenOjibwe
I popoli Anishinaabeg sono divisi in un certo numero di doodeman (in sillabico: ᑑᑌᒪᐣ o ᑑᑌᒪᓐ), o clan, (singolare: doodem) nome usato principalmente per totem animali. In Anishinaabemowin, ᐅᑌᐦ ode' significa cuore. Doodem o clan si tradurrebbe letteralmente come "l'espressione di, o che ha a che fare con il proprio cuore", con doodem che si riferisce alla famiglia allargata. Nella tradizione orale degli Anishinaabeg, nella preistoria essi vivevano lungo la costa dell'Oceano Atlantico quando i grandi esseri Miigis apparvero dal mare. Questi esseri insegnarono lo stile di vita Mide ai popoli Waabanakiing. Sei dei sette grandi esseri Miigis rimasti a insegnare fondarono l'ododeman per i popoli dell'est. I cinque totem originali di Anishinaabeg erano Wawaazisii (Ameiurus nebulosus), Baswenaazhi (creatore di eco, cioè Gruidae), Aan'aawenh (Anas acuta), Nooke (tenero, cioè orso) e Moozwaanowe ("piccolo" alce).

## Totem
I totem dei popoli indigeni nordoccidentali del Pacifico del Nord America sono poli monumentali scolpiti con molti disegni diversi (orsi, uccelli, rane, persone e vari esseri soprannaturali e creature acquatiche). Servono a molteplici scopi nelle comunità che li producono. Simile ad altre forme di araldica, possono fungere da stemmi di famiglie o capi, raccontare storie di quelle famiglie o capi o commemorare occasioni speciali. È noto che queste storie vengono lette dal basso verso l'alto.

## Australiani aborigeni e isolani dello Stretto di Torres
Le relazioni spirituali e reciproche tra gli aborigeni australiani, gli isolani dello Stretto di Torres e il mondo naturale sono spesso descritte come totem. Molti gruppi indigeni si oppongono all'uso del termine Ojibwe "totem" importato per descrivere una pratica preesistente e indipendente, sebbene altri usino il termine. La parola "token" ha sostituito "totem" in alcune aree.
In alcuni casi, come nello Yuin (sulla costa del Nuovo Galles del Sud), una persona può avere più totem di diverso tipo (personale, familiare o clan, genere, tribale e cerimoniale). I lakinyeri o clan degli Ngarrindjeri erano associati ciascuno a uno o due totem vegetali o animali, chiamati ngaitji. I totem sono talvolta attaccati alle relazioni Moiety (un gruppo di discendenza che coesiste con un solo altro gruppo di discendenza all'interno di una società), come nel caso delle relazioni Wangarr per gli Yolngu.
Gli abitanti delle isole dello Stretto di Torres hanno gli augud, tipicamente tradotti come totem. Un augud potrebbe essere un kai augud ("totem principale") o mugina augud ("piccolo totem").
I primi antropologi a volte attribuivano il totemismo aborigeno e isolano dello Stretto di Torres all'ignoranza sulla procreazione, con l'ingresso di un individuo spirituale ancestrale (il "totem") nella donna ritenuto essere la causa della gravidanza (piuttosto che dell'inseminazione). James George Frazer in Totemism and Exogamy ha scritto che gli aborigeni "non hanno idea della procreazione come direttamente associata al rapporto sessuale e credono fermamente che i bambini possano nascere senza che ciò avvenga". La tesi di Frazer è stata criticata da altri antropologi, tra cui Alfred Radcliffe-Brown in Nature nel 1938.

## Prospettive antropologiche
I primi antropologi ed etnologi come James George Frazer, Alfred Cort Haddon, John Ferguson McLennan e WHR Rivers hanno identificato il totemismo come una pratica condivisa tra i gruppi indigeni in parti non collegate del mondo, che in genere riflette una fase dello sviluppo umano.
L'etnologo scozzese John Ferguson McLennan, seguendo la moda della ricerca del XIX secolo, ha affrontato il totemismo in una prospettiva ampia nel suo studio The Worship of Animals and Plants (1869, 1870). McLennan non ha cercato di spiegare l'origine specifica del fenomeno totemico, ma ha cercato di indicare che tutta la razza umana aveva, nei tempi antichi, attraversato uno stadio totemico.
Un altro studioso scozzese, Andrew Lang, all'inizio del XX secolo, sostenne una spiegazione nominalistica del totemismo, vale a dire che gruppi o clan locali, selezionando un nome totemico dal regno della natura, stavano reagendo al bisogno di essere differenziati. Se l'origine del nome era stata dimenticata, sosteneva Lang, ne seguiva una relazione mistica tra l'oggetto (da cui un tempo derivava il nome) e i gruppi che portavano questi nomi. Attraverso la natura i miti, gli animali e gli oggetti naturali erano considerati parenti, mecenati o antenati delle rispettive unità sociali.
L'antropologo britannico Sir James George Frazer pubblicò Totemismo ed esogamia nel 1910, un'opera in quattro volumi basata in gran parte sulla sua ricerca tra indigeni australiani e melanesiani, insieme a una raccolta del lavoro di altri scrittori nel campo.
Nel 1910, l'idea del totemismo come avente proprietà comuni tra le culture è stata messa in discussione, con l'etnologo russo-americano Alexander Goldenweiser che ha sottoposto i fenomeni totemistici a aspre critiche. Goldenweiser ha confrontato gli indigeni australiani e le Prime Nazioni nella Columbia Britannica per mostrare che le presunte qualità condivise del totemismo (esogamia, denominazione, discendenza dal totem, tabù, cerimonia, reincarnazione, spiriti guardiani e società segrete e arte) erano in realtà espresse in modo molto diverso tra Australia e Columbia Britannica. Espande quindi la sua analisi ad altri gruppi per mostrare che condividono alcune delle usanze associate al totemismo, senza avere totem. Conclude offrendo due definizioni generali di totemismo, una delle quali è: "Il totemismo è la tendenza di determinate unità sociali ad associarsi con oggetti e simboli di valore emotivo".
Il fondatore di una scuola francese di sociologia, Émile Durkheim, esaminò il totemismo da un punto di vista sociologico e teologico, tentando di scoprire una religione pura in forme molto antiche e affermava di vedere l'origine della religione nel totemismo.
Il principale rappresentante dell'antropologia sociale britannica, Radcliffe-Brown, aveva una visione completamente diversa del totemismo. Come Franz Boas, era scettico sul fatto che il totemismo potesse essere descritto in qualsiasi modo unificato. In questo si oppose all'altro pioniere dell'antropologia sociale in Inghilterra, Bronisław Malinowski, che ha voluto in qualche modo confermare l'unità del totemismo e ha affrontato la questione più da un punto di vista biologico e psicologico che da quello etnologico. Secondo Malinowski, il totemismo non era un fenomeno culturale, ma piuttosto il risultato del tentativo di soddisfare i bisogni umani fondamentali all'interno del mondo naturale. Per quanto riguarda Radcliffe-Brown, il totemismo era composto da elementi che provenivano da aree e istituzioni diverse, e ciò che li accomuna è una tendenza generale a caratterizzare segmenti della comunità attraverso una connessione con una porzione di natura. In opposizione alla teoria della sacralizzazione di Durkheim, Radcliffe-Brown sosteneva che la natura è introdotta nell'ordine sociale piuttosto che secondaria ad esso. All'inizio, condivideva con Malinowski l'opinione che un animale diventa totemico quando è "buono da mangiare". In seguito arrivò a opporsi all'utilità di questo punto di vista, poiché molti totem, come coccodrilli e mosche, sono pericolosi e sgradevoli.
Nel 1938 l'antropologo funzionalista strutturale AP Elkin scrisse Gli aborigeni australiani: come capirli. Le sue tipologie di totemismo includevano otto "forme" e sei "funzioni".
Le forme individuate sono state:
- individuo (un totem personale),
- sesso (un totem per ogni genere),
- moiety (la "tribù" è composta da due gruppi, ciascuno con un totem),
- sezione (la "tribù" è composta da quattro gruppi, ciascuno con un totem),
- sottosezione (la "tribù" è composta da otto gruppi, ciascuno con un totem),
- clan (un gruppo con discendenza comune condivide uno o più totem),
- locale (le persone che vivono o sono nate in una determinata area condividono un totem),
- "multiplo" (le persone in tutti i gruppi condividono un totem).

Le funzioni individuate sono state:
- sociale (i totem regolano il matrimonio e spesso una persona non può mangiare la carne del proprio totem),
- culto (totem associati a un'organizzazione segreta),
- concezione (più significati),
- sogno (la persona appare come questo totem nei sogni degli altri),
- classificatorio (il totem ordina le persone),
- assistente (il totem assiste un guaritore o una persona capace/intelligente).

I termini nelle tipologie di Elkin vedono un certo uso oggi, ma i costumi aborigeni sono visti come più vari di quanto suggeriscano le sue tipologie.
Come principale rappresentante dello strutturalismo moderno, l'etnologo francese Claude Lévi-Strauss e il suo Le Totémisme aujourd'hui ("Totemismo oggi" [1958]) sono spesso citati nel campo.

Nel 21º secolo, gli antropologi australiani si chiedono fino a che punto il "totemismo" possa essere generalizzato anche tra diversi popoli aborigeni australiani, per non parlare di altre culture come l'Ojibwe da cui il termine era originariamente derivato. Rose, James e Watson scrivono che:
Il termine "totem" si è rivelato uno strumento contundente. È necessaria molta più sottigliezza e, ancora una volta, c'è una variazione regionale su questo problema. 

## Letteratura
I poeti e, in misura minore, gli scrittori di narrativa, usano spesso concetti antropologici, inclusa la comprensione antropologica del totemismo. Per questo la critica letteraria ricorre spesso ad analisi psicoanalitiche, antropologiche.

## Galleria d'immagini

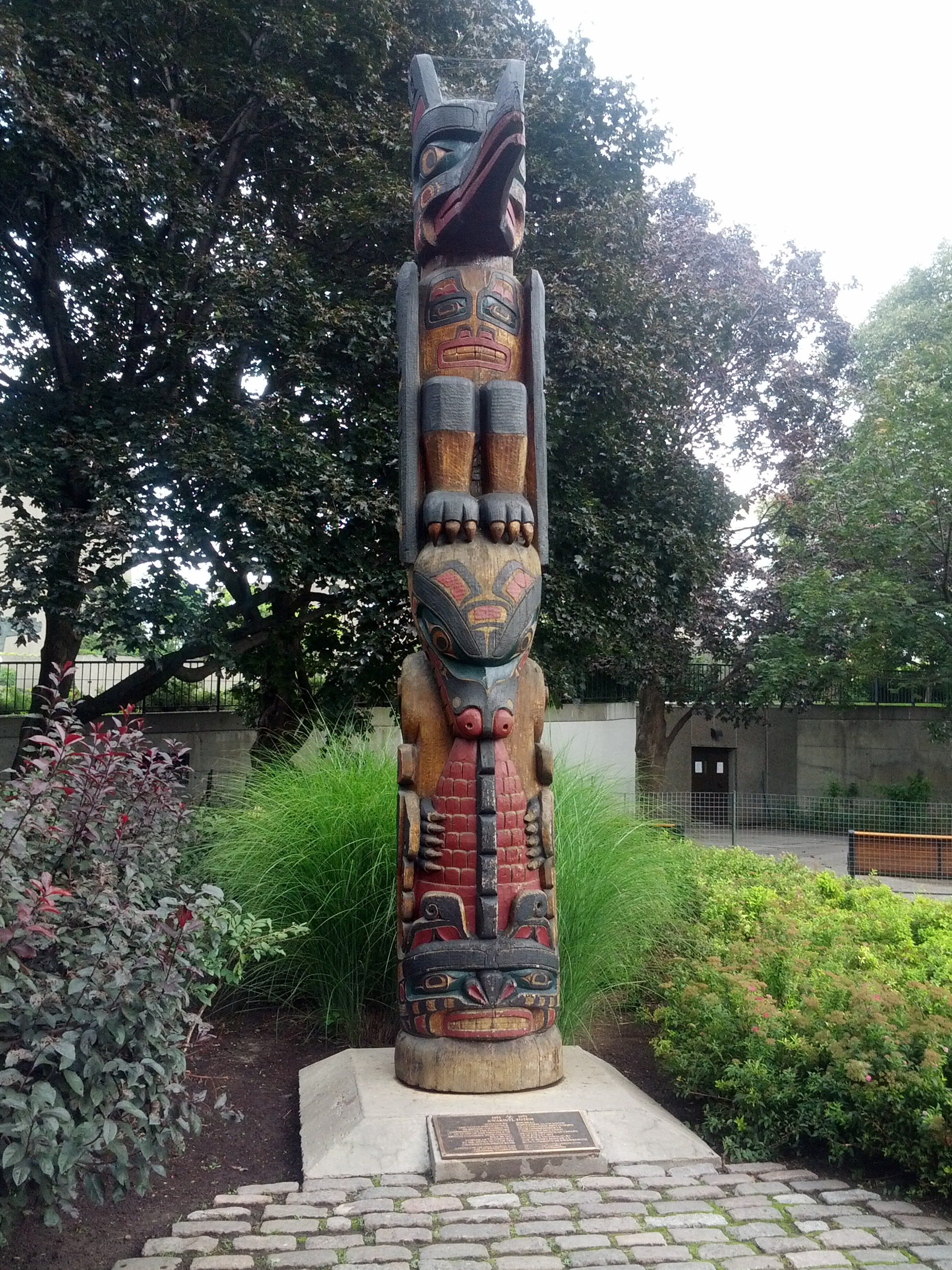
Totem a Ottawa
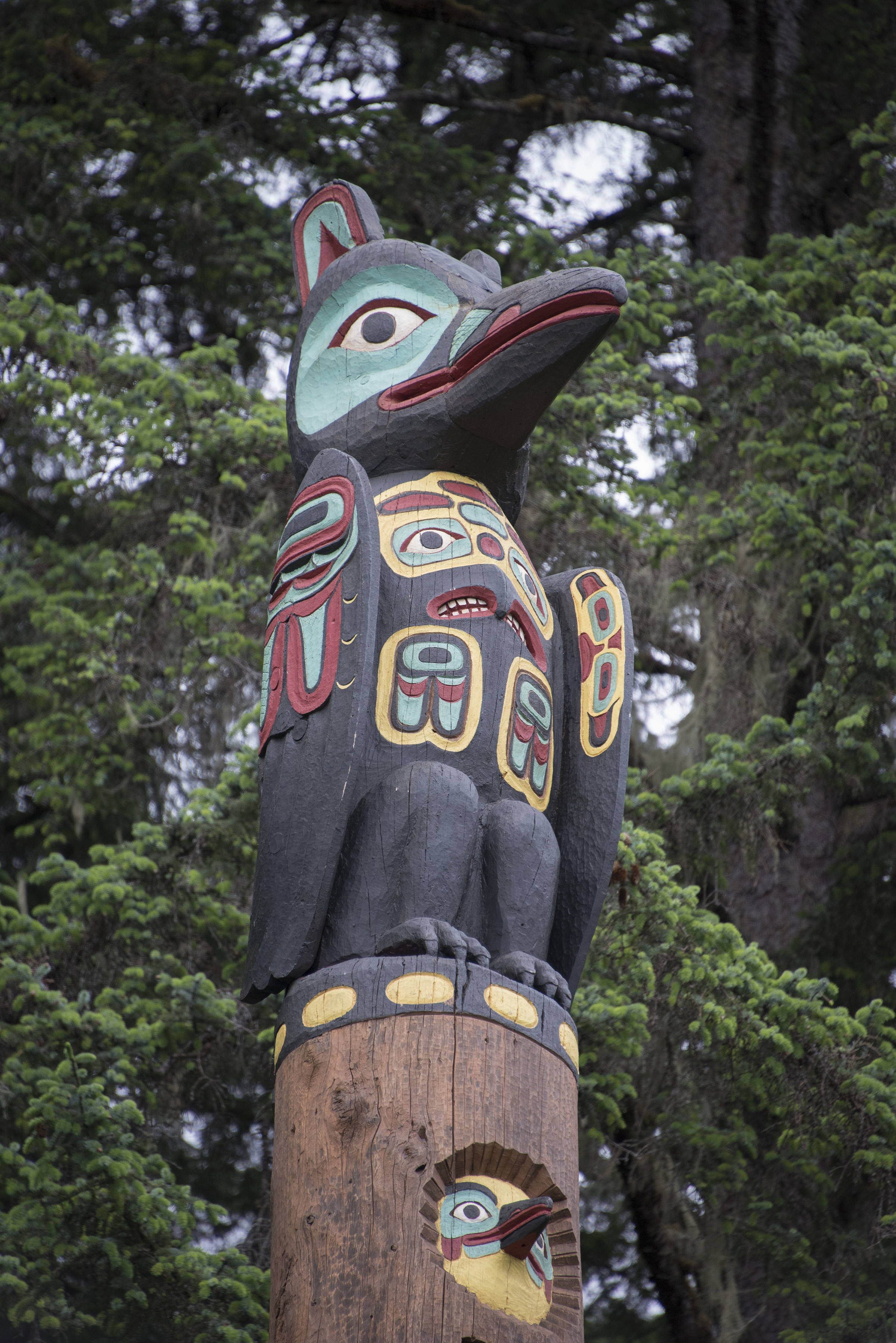
Totem Tlingit a Juneau Alaska
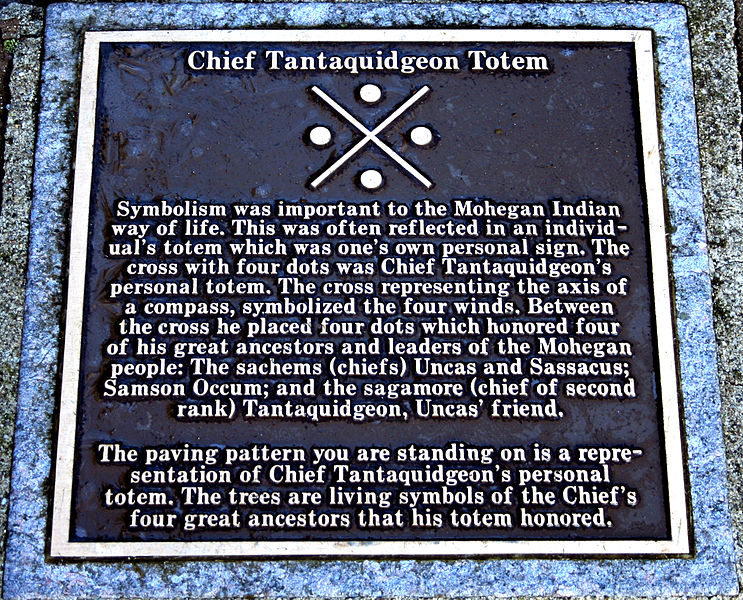
Totem personale del capo Mohegan Tantaquidgeon, commemorato su una targa a Norwich, nel Connecticut
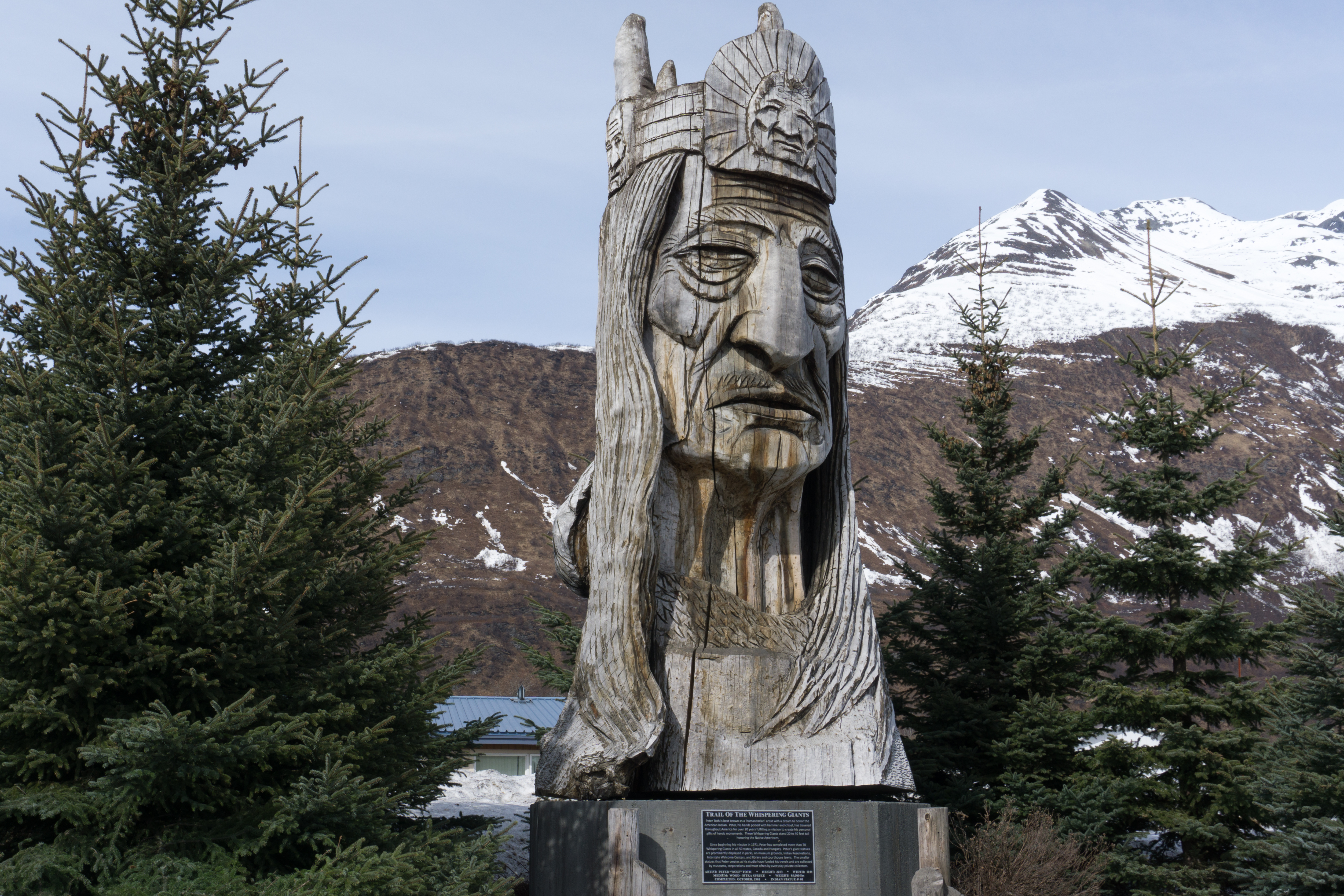
Totem in Valdez, Alaska
Danza rituale intorno ad un totem, testimonianza di arte picena (Museo archeologico nazionale delle Marche)[40]